# 446
446 (CDXLVI na numeração romana) foi um ano comum do século V do Calendário Juliano, da Era de Cristo, teve início a uma terça-feira  e terminou também a uma terça-feira, a sua letra dominical foi F (52 semanas). Segundo o horóscopo chinês, foi o ano do Cão.
| Ano completo                       |
| ---------------------------------- |
| Ano comum com início à terça-feira |